# Creative Computing (revistă)
Creative Computing a fost una dintre cele mai vechi reviste despre microcomputere⁠(d). Publicată din octombrie 1974 până în decembrie 1985, revista a publicat articole într-un format mai accesibil cititorului decât Byte, care era mai tehnică.
Revista a fost creată pentru a acoperi subiecte legate de educație. Primele numere includ articole despre utilizarea computerelor în sala de clasă, diverse programe simple precum madlibs⁠(d) și diverse întreceri de programare, mai ales în limbajul BASIC. Până la sfârșitul anilor 1970, s-a îndreptat spre subiecte mai generale pe măsură ce s-a dezvoltat piața de microcalculatoare. Au apărut numeroase articole despre hardware, dar cele despre programare prin tastare (type-in) au continuat până la începutul anilor 1980.
Compania a publicat mai multe cărți, cea mai de succes fiind BASIC Computer Games, prima carte despre calculatoare care a fost vândută într-un tiraj mai mare de un milion. Colecțiile lor Best of Creative Computing au fost, de asemenea, populare. Creative Computing a publicat, de asemenea, software pe casete și dischete pentru sistemele informatice populare ale vremii și avea o mică afacere cu hardware.
Ziff-Davis⁠(d) a achiziționat Creative Computing în 1983.

## Software
O serie de jocuri pe computer de acasă au fost publicate sub marca Sensational Software, cunoscută și sub numele de Creative Computing Software. Cel mai bine vândut joc a fost o versiune a lui Space Invaders pentru Apple II. Ziff-Davis a închis divizia din motive de concurență.
Titluri incluse:
- Air Traffic Controller⁠(d) (1979)
Lansat pe casetă pentru TRS-80⁠(d) și Apple II.
- Space Games-3⁠(d) (1980) CS-3002
O colecție de 4 jocuri, și anume Ultratrek, Romulan, Starwars, Starlanes; lansată pe casetă pentru TRS-80.
- Space and Sport Games⁠(d) (1980)
O colecție de 9 jocuri, cu 3 jocuri spațiale printre ele. Lansat pe dischetă pentru Apple II.
- Super Invasion/Spacewar (1980)
O colecție de 2 jocuri, care conține Super Invasion și Spacewar; lansat pe dischetă pentru Apple II.
- Action & Bumping Games (1981)
O colecție de 6 jocuri, care conține Bumper Blocks, Obstacle Course, Hustle Jr., Moto Jump, Mine Rover, Road Machine; lansată pe dischetă pentru Apple II.
- Milestones⁠(d) (1981)
Lansat pe casetă și dischetă pentru Apple II.

## Hardware
De asemenea, compania a vândut pentru scurt timp hardware sub marca Peripherals Plus. Produsul principal a fost o placă muzicală pentru Apple II, deși au vândut și un plotter și alte câteva produse. Ziff a închis și această divizie.

### Alte surse
- Ahl, David H. (1976). „Birth of a Magazine (History of Creative Computing)”. The Best of Creative Computing Volume 1. pp. 2–3.
- Anderson, John J. (noiembrie 1984). „Dave tells Ahl - the history of Creative Computing. (David Ahl's personal narrative)”. Creative Computing. pp. 66–74.
- Savetz, Kevin (3 aprilie 2013). „Dave Ahl and Betsy Ahl” (Interviu).